# Teeny Bopper Band
«Teeny Bopper Band» es una canción interpretada por la banda de glam rock Catapult. Fue publicada como sencillo en noviembre de 1974 a través de Polydor Records.

## Posicionamiento
| Gráfica (1974)                          | Pico de posición |
| --------------------------------------- | ---------------- |
| Bélgica (Flandes) (Ultratop 50 Singles) | 19               |
| Bélgica (Valonia) (Ultratop 50 Singles) | 49               |
| Países Bajos (Nederlandse Top 40)       | 10               |
| Países Bajos (Single Top 100)           | 8                |